# Бушевалов, Александр Павлович
Александр Павлович Бушевалов (1888—1947) — участник Гражданской войны, дважды Краснознамёнец (1922, 1923).

## Биография
Александр Бушевалов родился в 1888 году. Служил в царской армии, участвовал в боях Первой мировой войны. В 1918 году Бушевалов был призван на службу в Рабоче-крестьянскую Красную Армию. Участвовал в боях Гражданской войны, будучи сначала адъютантом бронепоезда, затем помощником командира группы бронечастей 6-й армии Южного фронта. Неоднократно отличался в боях.
Особо отличился Бушевалов во время боёв на Каховском плацдарме и штурма Перекопа 14, 15 и 18 октября 1920 года. Приказом Революционного Военного Совета Республики № 11 от 16 января 1922 года помощник командира группы бронечастей 6-й армии Александр Бушевалов был награждён первым орденом Красного Знамени РСФСР.
Во второй раз Бушевалов отличился во время боёв с армией генерала Петра Врангеля и формированиями Нестора Махно в 1921 году. Приказом Революционного Военного Совета Республики № 147 от 4 октября 1923 года Александр Бушевалов был вторично награждён орденом Красного Знамени РСФСР.
После окончания войны Бушевалов некоторое время продолжал службу в Рабоче-крестьянской Красной Армии, был инженером для поручений при Управлении бронечастей 6-й армии. В 1923 году Бушевалов был демобилизован. Работал на заводе. В 1934 году вышел на пенсию. Умер в 1947 году.